# OpenGL
OpenGL står for Open Graphics Library og blev oprindeligt udviklet under navnet GL (for Graphics Library) af SGI til brug på deres operativsystemer. Senere er OpenGL blevet implementeret til X11 (Unix, Linux og BSD), Windows, OS X og mange andre platforme og er i dag det mest udbredte grafikbibliotek til især 3D-grafik.[kilde mangler]
OpenGL er tilgængeligt under mange programmeringssprog, men er kun officielt defineret til programmeringssproget C, af OpenGL-gruppen.
OpenGL definerer ikke nogen metode til at skabe eller interagere med det bagvedlæggende grafiksystem (modsat GL som gjorde) og er derfor ikke en fuldstændig API. Biblioteker som GLUT, GLX, WGL og AGL fylder det hul ved at lade et platformsuafhængigt (i GLUT's tilfælde) eller et platformsafhængigt (GLX, WGL og AGL) sæt funktioner fungere som interface mellem brugerprogrammet og det bagvedliggende grafiksystem og skaber de ressourcer, som er nødvendige for OpenGL.
OpenGL har ofte hardwareacceleration til rådighed, som gør hovedprocessoreren fri for at behandle størstedelen af et grafisk program.

## Anden brug af OpenGL
OpenGL er i den senere tid blevet brugt til andet end behandlingen af grafik. GPUer er blevet så avancerede, at det kan lade sig gøre at programmere dem til næsten det samme som en CPU, og der er derfor også kommet en del GPU-baserede programmeringssprog og softwarebiblioteker, der gør det muligt at udnytte GPU'ens evne til at behandle store mængder data på en ens måde hurtigt. OpenGL har vist sig at være velegnet til dette, fordi det er tilgængeligt på langt flere platforme end andre systemer, og fordi der findes rene softwareimplementeringer, at et system kan falde tilbage på i tilfælde af, at der ikke findes hardwareaccelererede drivere.
| Software | Spire Denne artikel om software og programmering er en spire som bør udbygges. Du er velkommen til at hjælpe Wikipedia ved at udvide den. |